# Tomas Žvirgždauskas
Tomas Žvirgždauskas (ur. 18 marca 1975 w Trokach) – litewski piłkarz grający na pozycji środkowego obrońcy.

## Kariera klubowa
Žvirgždauskas urodził się w Trokach. Karierę piłkarską rozpoczął w Wilnie, w tamtejszym klubie Žalgiris Wilno. W 1991 roku awansował do kadry pierwszej drużyny i w jej barwach zadebiutował w pierwszej lidze litewskiej. W 1992 roku wywalczył z Žalgirisem mistrzostwo Litwy, a w 1993 roku zdobył z nim Puchar Litwy. Kolejny sezon rozpoczął od epizodu w Nerisie Wilno. W latach 1993–1995 występował w rezerwach Žalgirisu, a zimą 1996 został wypożyczony do duńskiego Næstved BK. Latem wrócił do Žalgirisu i grał w nim do końca roku.
Na początku 1997 roku Litwin został piłkarzem Polonii Warszawa. 5 marca 1997 roku zadebiutował w ekstraklasie w zremisowanym 2:2 wyjazdowym spotkaniu z Lechem Poznań. W Polonii występował wraz z rodakiem Gražvydasem Mikulėnasem, a następnie z Donatasem Vencevičiusem i Robertasem Poškusem. W 2000 roku wywalczył z Polonią mistrzostwo Polski i Superpuchar Polski (4:2 z Amiką Wronki), a w 2001 roku zdobył Puchar Polski (2:1 i 2:2 w finale z Górnikiem Zabrze).
Na początku 2002 roku Žvirgždauskas został piłkarzem Widzewa Łódź. 2 marca 2002 zadebiutował w jego barwach w lidze w wygranym 2:0 meczu z KSZO Ostrowiec Świętokrzyski. W barwach Widzewa przez pół roku rozegrał 10 spotkań.
Po odejściu z Widzewa zawodnik przeszedł do izraelskiego Hapoel Beer Szewa, jednak nie zagrał tam w żadnym spotkaniu.
W 2002 roku Žvirgždauskas przeszedł do szwedzkiego Halmstads BK. 23 września 2002 roku zanotował debiut w pierwszej lidze szwedzkiej w zremisowanym 2:2 domowym spotkaniu z Helsingborgs IF. Od czasu debiutu stał się podstawowym zawodnikiem klubu z Halmstad. 21 października 2002 zdobył pierwszego gola w lidze, w meczu z Örebro SK (2:0). W 2004 roku wraz z Halmstads BK, zdobył wicemistrzostwo Szwecji.
| Sezon       | Klub              | Kraj    | Rozgrywki   | Mecze | Bramki |
| ----------- | ----------------- | ------- | ----------- | ----- | ------ |
| 1991/92     | Žalgiris Wilno    | Litwa   | A Lyga      | 8     | 0      |
| 1992/93     | Žalgiris Wilno    | Litwa   | A Lyga      | 15    | 0      |
| 1993/94 (j) | Neris Wilno       | Litwa   |             | 7     | 0      |
| 1993/94 (w) | Žalgiris Wilno    | Litwa   | A Lyga      | 0     | 0      |
| 1994/95     | Žalgiris Wilno    | Litwa   | A Lyga      | 0     | 0      |
| 1995/96 (j) | Žalgiris Wilno    | Litwa   | A Lyga      | 15    | 0      |
| 1995/96 (w) | Næstved BK        | Dania   | Superligaen | 4     | 0      |
| 1996/97 (j) | Žalgiris Wilno    | Litwa   | A Lyga      | 12    | 1      |
| 1996/97 (w) | Polonia Warszawa  | Polska  | I liga      | 11    | 0      |
| 1997/98     | Polonia Warszawa  | Polska  | I liga      | 29    | 0      |
| 1998/99     | Polonia Warszawa  | Polska  | I liga      | 26    | 0      |
| 1999/00     | Polonia Warszawa  | Polska  | I liga      | 21    | 0      |
| 2000/01     | Polonia Warszawa  | Polska  | I liga      | 17    | 0      |
| 2001/02 (j) | Polonia Warszawa  | Polska  | I liga      | 8     | 0      |
| 2001/02 (w) | Widzew Łódź       | Polska  | I liga      | 10    | 0      |
| 2002/03 (j) | Hapoel Beer Szewa | Izrael  | Ligat ha’Al | -     | -      |
| 2002        | Halmstads BK      | Szwecja | Allsvenskan | 6     | 1      |
| 2003        | Halmstads BK      | Szwecja | Allsvenskan | 24    | 0      |
| 2004        | Halmstads BK      | Szwecja | Allsvenskan | 25    | 2      |
| 2005        | Halmstads BK      | Szwecja | Allsvenskan | 24    | 0      |
| 2006        | Halmstads BK      | Szwecja | Allsvenskan | 21    | 0      |
| 2007        | Halmstads BK      | Szwecja | Allsvenskan | 25    | 2      |
| 2008        | Halmstads BK      | Szwecja | Allsvenskan | 22    | 1      |
| 2009        | Halmstads BK      | Szwecja | Allsvenskan | 29    | 0      |
| 2010        | Halmstads BK      | Szwecja | Allsvenskan | 18    | 0      |
| 2011        | Halmstads BK      | Szwecja | Allsvenskan | 17    | 0      |

## Kariera reprezentacyjna
Žvirgždauskas w swojej karierze rozegrał 30 spotkań w reprezentacji Litwy U-21. W dorosłej reprezentacji Litwy zadebiutował 26 czerwca 1998 roku w przegranym 1:2 towarzyskim meczu z Azerbejdżanem. Z Litwą ma za sobą występy w eliminacjach do Euro 2000, MŚ 2002, Euro 2004, MŚ 2006, Euro 2008 oraz MŚ 2010.